# Claire V. Broome
Claire Veronica Broome (* 1949 in England) ist eine US-amerikanische Infektionsepidemiologin.

## Leben und Wirken
Broomes Eltern emigrierten mit ihr 1951 von England in die Vereinigten Staaten. Claire Broome erwarb 1970 an der Harvard University einen Bachelor und 1975 an der Harvard Medical School einen M.D. als Abschluss des Medizinstudiums. Als Assistenzärztin arbeitete sie an der University of California, San Francisco, und am Massachusetts General Hospital. 1981 legte sie die Facharztprüfung in Innerer Medizin ab. Seit 1979 arbeitete sie für das Centers for Disease Control and Prevention (CDC), von 1994 bis 1999 als stellvertretende Direktorin, 1998 als geschäftsführende Direktorin. Von 2000 bis 2006 war sie leitende Beraterin (senior advisor) der Abteilung Integrated Health Information Systems des CDC. 2006 ging sie als Assistant Surgeon General in den Ruhestand. Broome hat (Stand 2020) eine Honorarprofessur (adjunct professor) für Global Health an der Emory University inne.
Broome hat sich um die Entwicklung und Testung von Impfstoffen und Impfstrategien gegen Pneumonie (siehe Pneumokokkenimpfung) und Meningokokkenmeningitis (siehe Meningitis#Prävention und Hygienebestimmungen) verdient gemacht. Sie war beratend für zahlreiche Organisationen tätig, darunter die Weltgesundheitsorganisation (WHO), die Global Alliance for Vaccines and Immunization (GAVI), die Bill & Melinda Gates Foundation, die United States Agency for International Development (USAID), die U.S. Food and Drug Administration (FDA), den Wellcome Trust und die National Institutes of Health (NIH).
Broome wurde 1996 in das Institute of Medicine (heute National Academy of Medicine) gewählt. Sie erhielt 2020 den Maxwell Finland Award der National Foundation for Infectious Diseases (NFID).
Claire V. Broome hat laut Datenbank Scopus einen h-Index von 68, laut Google Scholar einen von 87 (Stand jeweils September 2024).
Seit ihrem Eintritt in den Ruhestand engagiert sich Broome im Klimaschutz und für den Ausbau der Nutzung erneuerbarer Energien in Kalifornien.